# Pangasius kunyit
Pangasius kunyit es una especie de peces de la familia Pangasiidae en el orden de los Siluriformes.

## Morfología
• Los machos pueden llegar alcanzar los 70,2 cm de longitud total.

## Distribución geográfica
Se encuentran en Asia: Sumatra (Indonesia), Sabah (Malasia) y el delta del Mekong (Vietnam).

## Uso Comercial
Es considerado un buen candidato para ser criado en acuicultura y su reproducción en cautividad se ha conseguido en el delta del río Mekong (Vietnam ).